# Gabriel Høyland
Gabriel Høyland (10 februari 1955) is een Noors voormalig voetballer die uitkwam voor het Noorse Bryne. Hij wordt beschouwd als een van de topspelers van de club aller tijden en speelde een belangrijke rol in de hoogtijdagen van de club in de jaren 80. 
Høyland kwam 23 keer uit voor het Noors voetbalelftal en kwam daarin driemaal tot scoren.